# Alpha-Eucaine
alpha-Eucaine là một loại thuốc trước đây được sử dụng làm thuốc gây tê cục bộ. Nó được thiết kế như một chất tương tự cocaine và là một trong những hợp chất hóa học tổng hợp đầu tiên được sử dụng chung làm thuốc gây mê.